# Host (otok)
Koordinati:   43°04′33″N, 16°12′11″E
Host je majhen otok v Jadranskem morju; pripada Hrvaški.
Host leži pred vhodom v zaliv Viška luka nasproti rta Dno kampa. Od mesta Visa je oddaljen okoli 2 km. Host, na katerem stoji svetilnik, ima površino 0,041 km². Dolžina obalnega pasu je 0,91 km.
Iz pomorske karte je razvidno, da svetilnik, ki stoji na severovzhodni strani otočka, oddaja svetlobni signal: B Bl 4s. Nazivni domet svetilnika je 8 milj.
Otoček je dobil ime po britanskem kapitanu bojne ladje siru Williamu Hosteu, ki je v bližini otoka 13. marca 1811 v pomorski bitki porazil mnogo močnejšo francosko–beneško floto pod poveljstvom viceadmirala Dubourdieua.